# Starlancer
Starlancer — відеогра для ПК у жанрі космічного науково-фантастичного симулятора польотів, створена Крісом Робертсом, Ерін Робертс і Warthog PLC під егідою Digital Anvil.

## Сюжет
2160 рік. Людство колонізувало сонячну систему та з'явилися дві політичні сутності: Альянс, який складається з американських, австралійських, французьких, іспанських, італійських, японських, британських і німецьких сил, і Коаліція росії, Китаю і близькосхідних країн. Гра починається з несподіваного нападу на форт "Кеннеді", де замість укладення мирної угоди стається кривава бійня. Унаслідок цієї підступної атаки під командуванням російських адмірала Кулова і віце-адмірала Петрова, всі чотири внутрішні планети захоплено силами Коаліції, включно з самою Землею, а італійський і французький флоти з бази "Кеннеді" повністю розбиті, все населення Європи винищено. 
Флот Альянсу перегруповується на Тритоні, супутнику Нептуна, та намагається повернути втрачені території. Гравець бере роль пілота-новачка у інтернаціональній 45-й Добровольчій ескадрі під командуванням капітана Роберта Фостера та командира крила Марії Енрікез, на борту розконсервованого британського авіаносця ANS Reliant.
Сюжет гри Starlancer продовжено у проєкті Кріса Робертса Freelancer, хоча вони належать до різних піджанрів: перший зосереджений суто на діях, а останній також пропонує торгівлю, а гравець може вільно пересуватися ігровим усесвітом, коли він не на завданні.

## Ігровий процес
Як і у Wing Commander: Prophecy, літальні здібності пілота визначаються лише його успіхами та невдачами, хоча Starlancer не має настільки розгалужених шляхів місій. Як і у Wing Commander, гравця може бути підвищено по ходу кампанії; але, на відміну від WCI, його звання визначає, які винищувачі та ракети він може обрати для використання в кожній місії. Гра надає «віртуального перевізника», за допомогою якого можна пересуватися, включно з сусідніми членами екіпажу, реакція яких до гравця залежить від його звання та стажу. Проте, справжня перлина гри полягає в її текстовій і відеотрансляції новин, які інформують гравця про стан решти війни, яка, здається, розвивається просто над горизонтом. Гравці часто літають поряд з ескадрильями та пілотами, від яких можуть почути зовсім нещодавні новини, які надають частинку «знаменитості», а також підвищують відчуття того, що вони є ще однією частинкою набагато більшої воєнної сили.

### Кораблі
Гра дозволяє гравцеві керувати 12 кораблями класу винищувачів, які мають різні переваги, як-от найвища швидкість, маневровість, броня та потужність щита. Кожен має деяку кількість місць, у яких можна приєднати зброю на кшталт керованих і латентних ракет. Кораблі видаються гравцеві зі збільшенням його чи її досягнень.

### Версія для Dreamcast
Starlancer також була доступною на консолях Dreamcast. GameSpy забезпечив багатокористувацьку гру до шести гравців одночасно. Хоча більшість графіки та частоти кадрів були неушкодженими, гра не містила заплутаної системи меню й опцій, на відміну від ПК. Dreamcast підтримував до восьми гравців на одній консолі.